# Petrografia
La petrografia és la branca de la geologia que s'ocupa de l'estudi i investigació de les roques, especialment pel que fa al seu aspecte descriptiu, la seva composició mineralògica i la seva estructura. Es complementa així amb la petrologia, disciplina que se centra principalment en la naturalesa i origen de les roques.
Les roques es componen de diferents minerals i, segons l'estat d'aquests i les condicions de formació, es classifiquen en tres grans grups: ígnies, produïdes a conseqüència de processos magmàtics i eruptius; sedimentàries, originades per dipòsit de diferents minerals, i metamòrfiques, formades en l'interior de la Terra, on són sotmeses a fortes pressions i elevades temperatures que deixen una empremta indeleble en la seva estructura.

## Estudi
L'estudi d'una roca requereix en primer lloc l'examen físic de la mateixa pel que fa a l'aspecte, color, duresa, etc. A continuació se sol procedir a la seva anàlisi microscòpica, per a això es tallen mitjançant màquines especials seccions de gruix mínim que permetin la seva exploració al microscopi. Aquest revela la forma dels vidres que componen la roca, la relació entre els diferents minerals, la micro estructura i tot un seguit de magnituds avaluables.